# Marian Bogatko
Marian Bogatko (ur. 17 marca 1906 w Krzepicach, zm. 25 lub 26 maja 1940 we Lwowie) – polski działacz socjalistyczny związany z Krakowem, drugi mąż Wandy Wasilewskiej. 

## Życiorys
Urodził się w Krzepicach; lata 1907–1913  spędził z rodziną w Kaliszu, po czym przeprowadzili się do Krakowa, gdzie podjął naukę w szkole ludowej. Po jej ukończeniu pracował jako dyplomowany robotnik – murarz. Angażował się w działalność w ruchu robotniczym, za co został w 1923 aresztowany. W 1928 przystąpił do OM TUR, a niedługo po tym do PPS, działał w Związku Robotników Budowlanych. W 1930 był po raz kolejny aresztowany i więziony na Zwierzyńcu. W 1932 wszedł w skład KC OM TUR. Zajmował się tworzeniem kulturalnego życia robotniczego w Krakowie, m.in. prowadził sekcje taneczną i chóralną oraz koło wolnomyślicielskie, pełnił również funkcję lektora partyjnego w Małopolsce, a także  pracował w redakcji pisma „Płomienie”. W 1933 organizował strajk generalny krakowskich murarzy. 
W 1936 przeprowadził się  z Wandą Wasilewską do Warszawy; w tym samym roku, przed planowanym wyjazdem do ZSRR, wzięli ślub w obrządku kalwińskim na warszawskim Lesznie. Bogatko kierował administracją „Dziennika Popularnego” (pisma PPS zbliżonego ideowo do KPP). Po podziale  Polski, na podstawie traktatu Ribbentrop-Mołotow, między III Rzeszę a ZSRR znalazł się ze swoją  żoną we Lwowie.
Został zamordowany wiosną 1940 roku, w domu przy ul. Zagórzańskiej (wynajmowanym przez siostrę pisarki, Halszkę). Oficjalna wersja głosiła, iż sprawcą mordu na Bogatce był nacjonalista ukraiński. Jak podaje prof. Jelena Cybienko, legenda głosiła, iż był to zamach kontrrewolucjonistów na Wandę Wasilewską, a Bogatko zasłonił ją własną piersią. W zachowanych wspomnieniach Nikity Chruszczowa zachowała się informacja, że zabójstwa na Bogatce dokonali agenci NKWD i że był to, jak określił Chruszczow, wypadek. Wanda Wasilewska, która w chwili morderstwa była w domu, została poinformowana o sprawie, a także przeproszona przez wysłanników Chruszczowa – Oleksandra Kornijiczuka (późniejszy mąż Wasilewskiej) i Barzana. Mimo zastrzelenia męża przez NKWD, Wasilewska pozostała przychylna wobec ZSRR. Historię tę potwierdziła córka Wasilewskiej z pierwszego małżeństwa, Ewa, która w momencie zabójstwa Bogatki również przebywała w domu.
Był pierwowzorem postaci Anatola z „Obliczy dnia” autorstwa Wasilewskiej.